# Eleonore Beck
Eleonore Beck (* 26. Februar 1926 in Balingen; † 22. Februar 2014 in Tübingen) war eine deutsche katholische Theologin.

## Leben
Nach dem Abitur 1944 in Ravensburg studierte sie in Tübingen katholische Theologie. Seit 1950 wirkte sie beim Katholischen Bibelwerk.
Von 1951 bis 1985 war sie zudem Redakteurin der Internationalen Zeitschriftenschau für Bibelwissenschaft und Grenzgebiete.
Sie gab unter anderem die Auswahlbibel Reich Gottes nach den Urkunden der Heiligen Schrift (1957) heraus, welche später als Schulbibel in den Diözesen Rottenburg, Freiburg und Bayern verwendet wurde. Mit Gabriele Miller erarbeitete sie einen ab 1967 in den deutschen Diözesen geltenden Rahmenplan für den Religionsunterricht.
1985 ging sie in den Ruhestand und war danach als freie Schriftstellerin tätig.
2001 wurde ihr der Verdienstorden des Landes Baden-Württemberg verliehen und 2004 der Silvesterorden.

## Schriften (Auswahl)
- mit Gabriele Miller: Christus ist unser Lehrer. Schulgebete. Würzburg 1957, OCLC 73671289.
- mit Gabriele Miller: Frauen vor Gott. Gedanken und Gebete. Kevelaer 1958, OCLC 65012169.
- mit Gabriele Miller: Mein Kind soll beichten. Anleitung für Eltern zur Erstbeicht ihrer Kinder. Donauwörth 1959, OCLC 67201238.
- mit Gabriele Miller: Liebe – was ist das?. Donauwörth 1959, OCLC 73244747.